# Wolfram Research
Wolfram Research, Inc. ist ein privatrechtliches US-amerikanisches Software-Unternehmen, dessen Hauptprodukt das am 23. Juni 1988 vorgestellte Programm Mathematica ist. Wolfram Research wurde von dem britischen Mathematiker Stephen Wolfram gegründet. Der Firmensitz befindet sich in Champaign im US-amerikanischen Bundesstaat Illinois. Weitere Standorte befinden sich in Bangalore, Lima, Linköping, Oxford, Paris, Somerville und Tokio.

## Produkte
Zu Wolframs Produkten gehören die Programmiersprache Wolfram Language, das Computeralgebrasystem Mathematica, Wolfram SystemModeler, Wolfram Workbench, gridMathematica, Wolfram Finance Platform, webMathematica, die Wolfram Development Platform und das Wolfram Programming Lab.
Publicon 1.0, ein mathematisch-technisches Textverarbeitungsprogramm, orientiert sich vor allem an den Bedürfnissen von Naturwissenschaftlern.

### Mathematica
Mathematica ist eine integrierte Plattform für die vollständige Entwicklung, die symbolische und numerische Berechnung, Simulation, Analyse und Dokumentation von Problemstellungen in allen Bereichen technischer Berechnung, einschließlich neuronale Netze, maschinelles Lernen, Bildverarbeitung, Geometrie, Datenwissenschaft, Visualisierungen und mehr. Das Programm wird in vielen technischen, wissenschaftlichen, mathematischen und IT-Bereichen eingesetzt. Neben den berechnungsorientierten Fähigkeiten des Systems bietet Mathematica ein einzigartiges mächtiges Notebook-Interface, in dem Code mit Text, Formeln, Modellen, Simulationen und dynamischen Objekte in einem Dokument strukturiert und übersichtlich kombiniert werden kann. Die Dokumente können in einer Diashow präsentiert werden. Die Inhalte werden als Mathematica-Ausdrücke dargestellt, die im Notebook-Format erstellt, modifiziert oder analysiert oder in andere Formate konvertiert werden können. Mathematica verwendet primär die Programmiersprache Wolfram Language. Mathematica ist in einer Desktop-Version, einer Grid-Computing-Version, einer Cloud-Version und als hybride Cloud-/Desktop-Umgebung erhältlich.

### gridMathematica
gridMathematica erhöht die Anzahl paralleler Prozesse, die Mathematica gleichzeitig ausführen kann. Jeder parallele Prozess verteilt eine Aufgabe auf einen zusätzlichen Prozessor. Mit einer Mathematica-Einzelplatzlizenz können bis zu vier parallele Prozesse laufen. gridMathematica ist in zwei Lizenzoptionen erhältlich: Die „gridMathematica Local“-Lizenz ermöglicht die Nutzung von bis zu 8 Compute Kernels auf einem Computer. Die „gridMathematica Server“-Lizenz bietet die Möglichkeit, maximal 16 Kernels verteilt auf mindestens einen Computer zu starten. Mit dem Erwerb größerer Lizenzen lässt sich gridMathematica auf größere Gridsysteme und eine größere Anzahl von Kernels erweitern. Prozesse können auf einem einzigen Multiprozessor-Rechner ausgeführt oder auf ein geografisch verstreutes heterogenes Netzwerk verteilt werden.

### Wolfram Demonstrations Project
Das Wolfram Demonstrations Project ist eine kollaborative Webseite, die interaktive technische Demonstrationen betreut. Zur interaktiven Anzeige der dort von Nutzern bereitgestellten Mathematica-Dateien im Computable Document Format benötigt man mindestens den kostenlosen CDF Player. Die „Demonstrations“ sind kleine interaktive Open-Source-Programme, die Ideen aus einem breiten Spektrum von Bereichen wie Naturwissenschaften, Mathematik, Informatik, Kunst, Biologie und Finanzen visualisieren und interaktiv darstellen. Bei seinem Start zählte das Wolfram Demonstrations Project 1300 Demonstrationen, die seither auf über 10 000 gestiegen sind.

### Wolfram System Modeler
Wolfram System Modeler ist eine interaktive Simulations- und Modellierplattform auf der Grundlage der Modelica-Modelliersprache. Die primäre Benutzeroberfläche ModelCenter ist eine interaktive grafische Umgebung mit benutzerdefinierbaren Komponentenbibliotheken. Die Software bietet auch eine enge Integration mit Mathematica. Benutzer können ihre Modelle in Mathematica-Notebooks entwickeln, simulieren, dokumentieren und analysieren.

### Wolfram|Alpha
Wolfram Alpha ist eine kostenlos nutzbare semantische Online-Suchmaschine, „berechenbare Wissensmaschine“ oder auch Antwortmaschine genannt. Bei ihren Berechnungen und bei der grafischen Aufbereitung greift Wolfram Alpha auf Algorithmen und Tools des Software-Pakets Mathematica sowie ausgewählte, kuratierte Datensätze zurück. Zusatzfunktionen wie die Anzeige von Schritt-für-Schritt-Lösungen sind kostenpflichtig. Wolfram Alpha ist außerdem gegen Gebühr als Pro-Variante (Wolfram Alpha Pro) für den Unterrichtsbereich und als sichere, private Unternehmensvariante (Wolfram Alpha Appliance) erhältlich.

### Data Repository
Das Data Repository ist eine kostenlose öffentliche Ressource mit einer ständig wachsenden Sammlung von Datensätzen, die so kuratiert und strukturiert sind, dass sie sofort für eine Vielzahl von Analysen verwendet werden können. Die Daten werden öffentlich aus einem breiten Spektrum von Quellen hochgeladen, darunter Regierungen, Universitäten, Wissenschaftler und Wirtschaftsexperten. Derzeit existieren Datensätze in 30 verschiedenen Kategorien wie Chemie, Wirtschaft, Bilder, maschinelles Lernen und Statistik. Jeder kann die Datensätze innerhalb des Repositorys in verschiedenen Formaten extrahieren oder auf sie zugreifen und sie innerhalb der kostenlosen Wolfram Open Cloud analysieren.

### Neural Network Repository
Das Neural Network Repository ist eine öffentlich zugängliche Sammlung trainierter und untrainierter neuronaler Netzmodelle, die zur Klassifizierung, Merkmalsextraktion, Bildverarbeitung, Regression, semantischen Segmentierung, Spracherkennung, Objekterkennung und Sprachmodellierung eingesetzt werden können.

## Konferenzen
Wolfram Research hat drei Wolfram Science-Konferenzen organisiert: 2003 in Boston, 2006 in Washington D.C. und 2007 in Burlington in den USA. Zwei weitere unabhängige NKS-Midwest-Konferenzen wurden an der Indiana University, Bloomington 2005 und 2008 abgehalten. Andere eigenständige Workshops zu NKS-bezogener Forschung wurden international organisiert, wie z. B. JOUAL (Just One Universal Algorithm) an der CNR im italienischen Pisa, 2009.
Wolfram Research betreut die alljährliche Wolfram Technology Conference in Champaign, Illinois. Während dieser dreitägigen Konferenz diskutieren Entwickler die neusten Wolfram-Technologien für Mobilgeräte, Cloudcomputing, den Einsatz von Interaktivität, und mehr. Zusätzlich findet seit 2011 die European Wolfram Technology Conference statt (EWTC). Im Rahmen der Konferenzen werden auch die Innovator Awards für besondere Anwendungen der Wolfram-Technologie vergeben.

## Publikationen und Lernressourcen
Wolfram Research veröffentlicht das Journal Mathematica und hat einige Bücher herausgegeben, darunter vor allem das von Stephen Wolfram verfasste A New Kind of Science.
Das Unternehmen betreibt auch die enzyklopädischen Seiten ScienceWorld, die von Eric Weisstein geschrieben und gepflegt werden. Das Portal behandelt Themen aus Astronomie (World of Astronomy), Chemie (World of Chemistry), Mathematik (MathWorld) und Physik (World of Physics) und bietet außerdem eine Vielzahl von Biographien bedeutender Wissenschaftler (World of Scientific Biography). World of Science weist gewisse Ähnlichkeiten mit Wikipedia auf, allerdings sind Artikel nicht frei editierbar, sondern werden von Autoren als komplette Beiträge zur Verfügung gestellt und vom „Herausgeber“ nach Prüfung übernommen.
Außerdem wird mit der Herstellung elektronischer Textbücher experimentiert.
Daneben bietet Wolfram Research kostenlos zugängliche Lern- und Unterrichtsressourcen für Mathematik und MINT-Fächer sowie jährliche Summer Schools und Sommercamps für High-School-Schüler.
Das Wolfram Programming Lab ist eine interaktive Plattform zum selbstgeleiteten Erlernen der Wolfram Language, die als Cloud- oder Desktop-Variante genutzt werden kann.

## Consulting
Wolfram Research war mathematischer Berater der Serie Numb3rs.